# 恥じらう君が見たいんだ
『恥じらう君が見たいんだ』（はじらうきみがみたいんだ）は、甜米らくれによる日本の漫画作品。『ヤンマガWeb』（講談社）にて、2021年1月15日から連載されている。映画監督を父に持つ高校1年生の白沢明人と、露出癖のある女子高生・本上夏帆の交流を描いている。2024年11月時点でコミックスの累計発行部数は100万部を突破している。

## あらすじ
教師同士の不倫現場を隠し撮りし、高校の文化祭で上映した1年生徒の白沢明人は2週間の停学処分を受けた。復学後のある日、自慰行為に没頭している同級生の本上夏帆を偶然見てしまい、ついスマホで撮っているところで視線が合う。夏帆は恥ずかしがるどころか、文化祭で上映された不倫教師のセックス動画に興奮したと感想を伝え、明人に自分の全てを撮って欲しいと言い出す。亡き父が映画監督だった明人は創作意欲に火が点き、「【下ネタ可】質問絶対答えるマン」、「着用下着を10万円で売る」など、露出で興奮する夏帆の性癖を刺激する企画で動画を撮り始める。途中でその企画書の一部を見られた教師の江古田愛深も、明人の動画撮影に出演を希望し、奇妙な関係になって行く。
映画賞コンクールを通じて明人の投稿作品を気に入った映画監督の才賀天樹は、温泉街の観光組合から依頼されたPR動画の仕事を、明人にアルバイトとして任せることにする。才賀から半ば強引にアシスタントとして押し付けられた彼の姪っ子・シキこと姫水 色と、女優として出てくれることになった夏帆、愛深も含めて泊りがけの温泉ロケに出かける4人。しかし絶好の景色と裏腹に撮影は波乱続き。打ち合わせでは問題なかった夏帆の演技は、本番になると緊張感からか全くダメ。明人はシキの手違いで宿泊部屋に入れなくなり、愛深の部屋で寝ることになる。一方的に明人への想いを募らせる愛深は、寝込みを襲って肉体関係を結び、結果的に2人の間柄はギクシャクする。苦心の末に完成したPR動画はネットで好評を博し、無名だった夏帆は俄然注目されて芸能プロから誘いの話が来た。明人は夏帆の今後のためにも、彼女と不仲の姉・本上冬華を味方に引き入れようと、姉妹関係の修復を図る。

## 登場人物
白沢明人（しらさわ あきと）
主人公の男子高校生。映画監督の父（故人）を持つ16歳。身長173cm、体重は62Kg。一戸建ての家に母親と住んでおり、ライミという名のコーギーを飼っている。不倫関係の教員同士が校内でセックスしている現場を盗撮し、文化祭で上映したことで停学処分を受けた。その上映を観て興奮したという同級生・本上夏帆に、自分を被写体にして欲しいと請われて繋がりを持つ。無自覚に夏帆に惹かれているが、恋愛感情なのかは自覚がなく、監督と女優の間柄だと自分に言い聞かせている。
映画監督の才賀天樹から、温泉街のPR用動画の制作を託され、夏帆と教師の江古田愛深を出演者に起用。2泊3日のロケを通じてそれぞれの関係は微妙に変化する。2日目の深夜に愛深から夜這いで迫られ、飲酒後で朦朧となっていたとはいえ、愛深がイニシアチブを取る激しい性交の末に彼女の中で射精してしまう。翌朝、愛深から「興味本位や出来心じゃなく、ほんとの気持ち。身体だけの関係でも良い」と告げられるが、そんな彼女が才賀への気持ちを自分に重ねていることに気付き、関係は気まずくなった。夏帆の姉・本上冬華とも面識があり、そのキツい性格から初対面は最悪な印象だったが、冬華の方が明人に好意を持たれていると誤解したことで親しくなる。
本上夏帆（ほんじょう かほ）
本作のヒロインで白沢の同級生。勉強はそこそこ出来るが、学校では特に目立たない高校1年生。フード部分に猫耳が付いたパーカーを着用している。身長163cm、体重53Kg、ブラジャーはFカップ。大きな一戸建てに両親および姉と共に暮らしており、父親は弁護士。幼少期から厳格な家庭で厳しく育てられたせいで、今も家族との仲があまり良くない。図書準備室でオナニーしている姿を明人に盗撮されるが、恥じることもなく明人に自分を撮って欲しいと申し出ることで、彼と関りを持つようになった。
露出癖があるため、野外露出や自分のオナニーを見られたり、撮られることに興奮するタイプ。作者の甜米は夏帆の人物像について「タイトルの『君』は倫理ぶっ飛びヒロインの本上を指すのですが、彼女にはまだ、ほとんど恥じらいの感情がありません」と単行本の第1巻発売時にコメントしている。しかし自ら明人の唇にキスをしたり、露天風呂で赤面しながらも乳房を見せたり、カメラで撮られることに前よりも特別な感情が湧いてきたりと、心境に変化が生じつつある。
江古田愛深（えこだ えみ）
本作のもう1人のヒロイン。明人の高校の女性教員。28歳。若手映画監督の才賀天樹とは同じ大学の同窓生で、ミスコンで準グランプリを獲得し、芸能プロダクションからスカウトされたほどの美女。明人と夏帆が文化祭向けに考案した「本上さんは犬になりたい」という卑猥な企画書を偶然拾うが、明人を咎めることなく、この企画に自分が主演すると言い出す。深夜の公園でビキニ姿での羞恥プレイを撮ってもらい、尿意を我慢できず野外で放尿中の姿を見られて明人と急接近。大学時代にカメラを通して自分を見つめてくれた才賀への想いを、明人に重ねて再燃している節がある。
明人が監督する温泉街のPR動画に出演することになり、2泊3日の温泉ロケの中で２日目の深夜、眠っている明人のもとに夜這いを敢行。フェラチオした男根を握って自らの性器に挿入し、騎乗位の激しいピストン運動で射精に導いてしまう。
本上冬華（ほんじょう とうか）
夏帆の姉。大学生。明人の目前で妹を怒鳴りつけて平手打ちしたため、初対面から苛烈な女という印象を与えた。夏帆が撮影用小道具として性具の電動ローターを所持していることを母親に告げ口し、一時的だが家族関係はさらに険悪になった。バスト89cmのFカップ。新宿で偶然再会した明人と行動を共にした時から、明人が自分に惚れているという勘違いが始まり、態度は軟化。その後、明人のことを妄想しながら自室で幾度かオナニーをしている。
妹が親し気に付き合っている明人に興味を抱き、夏帆との仲を引き裂く腹積もりで接触するが、妹に変装して明人の家を訪問して以降は、当初の目的を忘れて明人に魅了されて行く。明人からの視点では“すっごいおバカさん”キャラで、根は悪い人ではないと思われている。
才賀天樹（さいが てんじゅ）
映画監督の男性。明人が停学を受けていた頃に投稿した動画を評価し、講談新聞映画賞コンクールの審査員特別賞に選出した。江古田愛深とは、大学時代に同じ映画研究会に所属していた知り合い。監督の名義は自分のまま、温泉街のPR動画を撮るよう明人に託す。
花井スミレ（はない スミレ）
才賀のマネージャーを務める成人女性。明人の父が監督した映画が好きということで、明人や夏帆と知り合い、2人に頼まれてハプニングバーに案内した。裏表のない気さくな人柄で、明人と夏帆のことを気に入って2人の仲を応援している。
姫水色（ひめみず しき）
映像業界で働きたいという動機で高校を中退した、才賀天樹の姪。温泉街の観光PR動画を監督する明人の撮影助手に就く。自分のことを下の名前で「シキ」と呼ばせ、小柄で子供っぽい外見であるが、実は明人より年上の18歳。才賀の実姉でもある母親がファッションデザイナーのため、本人も服飾とメイクの技術に秀でており、自分が着ている普段着は自分で仕立てたもの。ハイテンションで元気な少女で、明人を「スース」、夏帆を「ほんじょるの」、愛深を「コダック」と、やや特異な仇名で呼ぶ。

## 評価
ラジオ番組『講談社 presents 佐野ひなこのおしえて！推しマンガ！』の2022年8月11日放送の回にて、ゲストのムーディ勝山のプレゼン作品に本作が選ばれている。ムーディ勝山は本作の画力と「絶妙なエロさ加減」から本作を「大当たり確定」だといい、エロくて「ストーリーもしっかり面白い」と評している。

## 書誌情報
- 甜米らくれ『恥じらう君が見たいんだ』講談社〈ヤンマガKCスペシャル〉、既刊10巻（2025年3月18日現在）
  1. 2021年7月19日発売[2][28]、ISBN 978-4-06-523691-8
  2. 2021年10月20日発売[29]、ISBN 978-4-06-525092-1
  3. 2022年2月18日発売[30]、ISBN 978-4-06-526826-1
  4. 2022年7月20日発売[31]、ISBN 978-4-06-528108-6
  5. 2023年1月19日発売[3][32]、ISBN 978-4-06-530422-8
  6. 2023年6月20日発売[33]、ISBN 978-4-06-532054-9
  7. 2023年12月20日発売[34]、ISBN 978-4-06-533992-3
  8. 2024年6月19日発売[35]、ISBN 978-4-06-533992-3
  9. 2024年11月20日発売[36]、ISBN 978-4-06-537515-0
  10. 2025年3月18日発売[37]、ISBN 978-4-06-538927-0

- 甜米らくれ『恥じらう君が見たいんだ ごほうびセレクション フルカラー版』講談社〈プレミアムKC〉、既刊2巻（2024年11月20日現在）
  1. 2024年6月19日発売[38]、ISBN 978-4-06-535944-0
  2. 2024年11月20日発売[39]、ISBN 978-4-06-537514-3

## コラボレーション
2021年10月25日発売の『週刊ヤングマガジン』48号にて、グラビアアイドルの東雲うみとコラボレーションをしている。2022年4月4日発売の同誌18号では、グラビアアイドルの花咲れあとのコラボグラビアを掲載。2023年6月19日発売の同誌29号にて、「夏の極艶フェスティバル」の企画の一環として、コスプレイヤーのyamiによる本作のコスプレが掲載されている。